# GRUB
GNU GRUB (Grand Unified Bootloader) е безплатна програма, която се използва като буут мениджър (софтуерът, който се изпълнява преди операционната система и който ви позволява да избирате измежду няколко операционни системи на вашия компютър). Софтуерът съдържа информация за имената на операционните системи, инсталирани на компютъра и тяхното местоположение на твърдите дискове и на различните дялове и позволява да се избира с коя система да се работи и коя система ще се зарежда след определено време по подразбиране.